# Triade de Médamoud
La triade de Médamoud est un ensemble de trois dieux de la mythologie égyptienne de la ville antique de Médamoud. Montou y est l'époux de Râttaouy et le père de Harparê :
- Montou : divinité guerrière et le protecteur des armes ;
- Râttaouy : côté féminin du soleil ;
- Harparê : l'astre solaire jeune.